# Muroma
I Muroma (in lingua russa мурома) furono una delle tribù finnica che parlava la lingua muroma e abitò il bacino del fiume Oka, nell'odierna Russia europea. La tribù praticava l'agricoltura, l'allevamento, la caccia e il commercio.  I Muroma pagarono un tributo ai principi della Rus' e furono probabilmente assimilati dagli slavi orientali nel XII secolo agli attuali Russi.